# Apple Intelligence
Apple Intelligence（アップル インテリジェンス）は、Appleが独自開発している人工知能プラットフォームである。2024年6月10日にWWDC2024の基調講演で、オンデバイス（小規模言語モデル）をベースとして自社サーバでの処理（Private Cloud Compute、大規模言語モデル）を組み合わせたシステムとして発表された。 2024年10月28日からアメリカ英語での一部機能のベータテストとして、iOS 18.1, iPadOS 18.1, macOS Sequoia 15.1以降に統合され、アメリカ英語では各OSのバージョン18.2で正式にリリースされた。順次複数の英語圏に対応し、バージョン18.4からは日本語、中国語、スペイン語、フランス語、ドイツ語、イタリア語、韓国語、ポルトガル語、ベトナム語に対応した。
また、visionOS 2.4で米国英語での対応が始まる。
OpenAIとの提携により、iOS 18.2, iPadOS 18.2, macOS Sequoia 15.2からはApple IntelligenceベースのSiriから外部のChatGPTをユーザが任意で呼び出して利用できる機能が実装されている。

## 開発

### 背景
Appleは、2011年にiPhone 4SでSiriをリリースし、自社製品に人工知能機能を初めて実装した。カリフォルニア大学バークレー校のトレバー・ダレル教授によると、AppleはSiriリリース後数年間、人工知能の運用を秘密にすることに尽力し、同社の秘密は大学院生を抑止した。Appleは2015年に人工知能チームを拡大し始め、より多くの科学論文を出版し、AI業界の研究グループに参加することで取り組みをオープンにした。そして、Appleは2016年から2020年にかけて、より多くのAI企業を買収した。2017年、Appleは一般的な機械学習タスク高速化ため、初のNeural Engineを備えたA11 Bionicを搭載したiPhone 8/8 PlusとiPhone Xをリリースした。人工知能への投資にもかかわらず、Siriは外部の専門家とApple内部の双方から、他のAIアシスタントに遅れをとっていると批判され続けてきた。

### Apple Intelligenceへの取り組み
急速な生成的人工知能の発展と2022年後半のChatGPTの登場により、Appleの幹部はAIへの取り組みを再集中させた。
Apple Intelligence基盤モデルのトレーニングは、2023年に公開されたAppleのオープンソースプロジェクト、axlearnをベースに開発されている。
2024年現在、多くの生成AIがNVIDIAのGPU搭載サーバで構成されたデータセンターでトレーニングが行われているが、Apple IntelligenceのApple Foundation Modelは、GCPを利用しGoogleの独自チップTPU v4, TPU v5を使ってトレーニングされ、2024年12月現在ではAWSへ移行されTrainium及びGravitonを使ってトレーニングされている。
2024年6月11日（日本時間）、WWDC2024にて、プライバシー保護に配慮し、パーソナルコンテキストを理解する、独自開発した生成モデルを据えるパーソナルインテリジェンスシステム（人工知能プラットフォーム）として、iOS 18、iPadOS 18、macOS Sequoiaでの全面採用と応用した多数の機能が発表された。

### リリースタイムライン
| iOS / iPadOSバージョン | macOSバージョン | 日付           | Apple Intelligence の機能 |
| ---------------------- | --------------- | -------------- | --- |
| 18.1                   | 15.1            | 2024年10月28日 | - 作文ツール（校正、要約、書き換えのみ） - Siri (新しい外観、Siriに入力、文脈の改善) - スマートな返信 - 通知の概要 - 写真のクリーンアップとメモリメーカー - 割り込みを減らすフォーカスモード                                                                                                |
| 18.2                   | 15.2            | 2024年12月11日 | - さらに作文ツール強化（ChatGPTで作成、説明変更） - Image Playground - Image Wand - Siri (ChatGPT統合) - メールの分類(iPhone) - Genmoji (iPhoneとiPadのみ) - Visual Intelligence (iPhone 16/16 Pro/16 Pro Maxに対応)                                                                        |
| 18.4                   | 15.4            | 2025年3月31日  | - 言語サポート追加（中国語、英語（インド）、英語（シンガポール）、フランス語、ドイツ語、イタリア語、日本語、韓国語、ポルトガル語、スペイン語、ベトナム語） - 優先通知 - メールの分類 (iPadとMac) - Image Playgroundスケッチ - Visual Intelligence (iPhone 15 Pro/Pro MaxとiPhone 16eに対応) |

## 機能

### Siri
iOS 18.2, iPadOS 18.2, macOS Sequoia 15.2以降から利用できる機能。
新しいデザインに変更され、より豊かな言語理解が可能になり、いつでもSiriにタイプ入力できる機能なども追加される。これまで以上に個人にカスタマイズされた情報の認識や、アプリを横断しての検索やリクエストの実行が可能になる。他にも、使い方の分からないデバイスの機能や設定に関するApple製品の知識が増え、ユーザへのサポートがより一層充実する。
ただし、「複雑な言語理解」と「パーソナルAIとしてのアシスタント」機能は、まだ搭載されておらず、iOS 26以降になると見込まれている。
- これまでの会話内容を理解していることで、代名詞などでも文を理解する事が可能になる。また、画面上の物事についても理解する事が可能となる。個人の機密情報を検索する際であっても、オンデバイス（デバイス内での）処理となるため、機密情報が外に漏れることはなく、外部と共有する際には事前にユーザの同意が必要となる仕組みである[3][15]。

新しいSiriから、ChatGPTをOpen AIのアカウント無しで利用することも可能となる。アカウントを持っている場合はサインインすることで、より自分に合った応答を得ることも可能で、ChatGPT Plusの契約者はより多くの機能が利用できる。

### メール
iOS 18.2、iPadOS 18.2、macOS Sequoia 15.2以降から利用できる機能。
一新されたデザインに変更され、「重要」「支払い」「プロモーション」などに自動で振り分ける機能が追加される予定である。メールの返信内容を校閲してくれたり、自動で返信内容の提案や文体の変更のほかに「スマート返信」として自動で返信内容を作成し１クリックで返信が可能になる。その他、要約機能により長いメールなどでも要点を確認できるようになる。

### 写真
iOS 18.1、iPadOS 18.1、macOS Sequoia 15.1以降から利用できる機能。
Apple Intelligenceを活用し、自動でアルバムを生成したり、音楽と共にスライドショーを作成する機能の機能向上とより一層複雑な検索キーワードに対応した検索機能や、意図しない写り込みを除去してくれる機能などが搭載される。

### Safari
Safariで検索したサイトの要約機能や関連項目について自動的に検索し、表示してくれる機能がある。

### 画像生成（Image Playground）
iOS 18.2、iPadOS 18.2、macOS Sequoia 15.2以降から利用できる機能。
Image Playground（イメージ プレイグラウンド）アプリが新たに登場し、既存の候補から好きなプロンプトを選択をするだけで好きな画像を作成できるようになるほか、Genmojiという絵文字を独自に生成する機能も追加される。　勿論、ユーザーが自分でプロンプトを入力することも可能。

### 作文ツール
メールの返信やドキュメントの作成時に内容を校閲してくれたり、自動で返信内容の提案や文体の変更を行なってくれる機能を搭載している。

### 通知の整理・さまたげ低減
自動で重要な通知を検知し、即時に通知したり表示順を上げてくれる機能や、重要な通知のみを表示する「さまたげ低減」集中モードを搭載している。

### 文字起こし
メモアプリまたはボイスメモアプリで音声から自動で文章を書き出し、必要に応じで要約を作成する機能がある。

### 通話
通話内容を録音する機能に対応したことにより、Apple Intelligenceを活用し録音した音声を自動でテキストに変換し、必要に応じて要約する機能もある。

### Xcode
Xcode26.0以降、Xcodeに直接Apple Intelligenceが統合され、エラーの修正やコードの生成が可能となる。ChatGPTも利用可能。

## サードパーティへの解放
リリース当初は直接プロンプトを使用できるサードパーティ製APIが用意されていなかったが、iOS26、iPadOS26、macOS26、visionOS26で「Foundation Models」フレームワークが実装され、サードパーティアプリがアクセスできるようになった。
フレームワークには安全機能としてガードレールが組み込まれ、プロンプトの指示にかかわらず不適切な回答をブロックする。
「ガイド付き生成」と呼ばれるプロンプトとは別の指示が可能で、数値や配列など特定のデータ構造が出力可能である。

## Private Cloud Compute
Apple Intelligenceは、ユーザのプライバシーを保護するため基本的にオンデバイスで実行され、個人情報を収集することなく、情報を認識するよう設計されている。しかし、オンデバイスでの処理に適さない場合には、Private Cloud Computeと呼ばれるAppleシリコンによるサーバベースのデータセンターを利用し、必要最小限の情報のみを利用し、匿名化と暗号化でプライバシーを保護しながら、ユーザの提供したデータは一時利用のみで保管せず、より複雑なリクエストを処理する。

## 対応端末
いずれのデバイスでも8GB以上のメモリを必要とし、iOS/iPadOS 18.1、macOS Sequoia 15.1、visionOS 2.4以降において、7GB以上のストレージ容量を使用する。

### iPhone
A17 Pro以降を搭載したiPhoneでiOS 18.1より、統合されたApple Intelligenceの機能の一部から段階的に利用できるようになる。
- iPhone 15 Pro / 15 Pro Max
- iPhone 16 / 16 Plus
- iPhone 16 Pro / 16 Pro Max
- iPhone 16e

### iPad
AppleシリコンのMシリーズおよびA17 Proを搭載した全てのiPadでiPadOS 18.1より、統合されたApple Intelligenceの機能の一部から段階的に利用できるようになる。
- iPad Air (M1, 2022)以降
- 11インチiPad Pro (M1, 2021)以降
- 12.9インチiPad Pro (M1, 2021)以降
- iPad mini (A17 Pro, 2024)

### Mac
AppleシリコンのMシリーズを搭載した全てのMacでmacOS Sequoia 15.1より、統合されたApple Intelligenceの機能の一部から段階的に利用できるようになる。
- MacBook Air (M1, 2020)以降
- MacBook Pro (M1, 2020)以降
- Mac mini (M1, 2020)以降
- Mac Pro (M2 Ultra, 2023)
- Mac Studio (M1 Max, 2022)以降
- iMac (M1, 2021)以降

### Apple Vision Pro
Apple Vision ProにおいてvisionOS 2.4より、統合されたApple Intelligenceの機能の一部から段階的に利用できるようになる。
- Apple Vision Pro[13]